# 이시바시정
이시바시정(国分寺町)은 도치기현 가미쓰가군에 속했던 정이다. 우쓰노미야시로의 통근율은 19.2%(헤세이 17년 인구 조사). 닛코 가도의 역참 마을이였다.
시모쓰가군의 자치체이기는 했지만, 고야마시와 도치기시 보단  우쓰노미야시와의 연결고리가 강했다.
2006년 1월 10일, 인접했던 고쿠분지정, 가와치군 미나미카와치정과 합병해 시모쓰케시가 되어 폐지되었다.

## 역사
에도 시대 닛코 가도의 슈쿠바 마을로서 번창했다. 이시바시주쿠는 다이칸야마 우치씨의 지배소였다. 메이지 시대 폐번치현에 의해 닛코현~도치기현이 되었고 임시 현청이 설치되기도 하였다. 메이지 시대 이후 주변 농촌의 중심지로 번창하였다.
최근에는 소방서나 경찰서 등이 설치되어 광역행정의 중심지로서의 역할도 담당하고 있었다.
- 1889년 4월 1일 - 정촌제 시행과 함께 구 이시바시주쿠와 주변 마을의 합병으로 스가타촌이 성립하였다.
- 1891년 9월 15일 스가타촌으로부터 구이시바시주쿠 지역과 분할해 이시바시정이 성립하였다.
- 1954년 11월 3일 - 스가타촌과 이시바시정이 합병해 새로운 이시바시정이 되었다.
- 2006년 1월 10일 - 고쿠분지정, 가와치군 미나미카와치정과 합병해 시모쓰케시가 성립하였다.

## 교통

### 철도
- 동일본 여객철도 도호쿠 본선(우쓰노미야 선)

### 도로
- 국도 제4호선
- 국도 제352호선